# Goatse.cx
Goatse.cx (/ˈɡoʊtsi dɒt ˌsiː ˈɛks/ GOHT-see-dot-see-EKS ゴート・シー・ドット・シーエックス、あるいは /ˈɡoʊtˌsɛks/; ゴートセックス) は、以前存在していたエログロ画像サイト。
インターネット上で多くの人々がこのリンクを踏んだりして引っかかったため、インターネット・ミームにまで発展した。
トップページにはhello.jpg という画像があり、裸の男性が尻を突き出して立っており、直腸がはっきりと見えるほど肛門を左右に両手で広げているというものだった。肛門の下には半分勃起した陰茎と、陰嚢一つが見えており、左手の薬指には指輪があった。
この画像はgap.zipと呼ばれる40の画像からできており 、男性は肛門を広げるためにディルドやアナルプラグを使用した。この画像はStile Projectが所有しており、gap.zip.のファイル名のもと、goatse.cxのウェブサイトの"Contrib" から見ることができる。 
なおhello.jpg は、gap3.jpg.の3番目の画像である。

## サイト閉鎖から再開まで
「Goatse.cx」というアドレスは、オーストラリア領クリスマス島のトップレベルドメイン「.cx」を用いたドメインハックにより、「ヤギとのセックス」を連想させるようにしたものであった。2004年、苦情を受けたChristmas Island Internet Administration (.cx というドメインを管理していた) は、ドメインの利用規定（AUP） に違反していると言うことで、Goatse.cxのドメインを止めた。しかし、このサイトのミラーサイトはいまだに閲覧できる状態にあり、Goatse.cxにあった画像は多くのウェブサイトに転載されている。
2007年1月、 Christmas Island Internet Administrationは、このサイトのドメインを空いているドメインの集まりに入れた。同年1月16日、 Variomediaというドメイン登録所を通じてこのドメインは登録され 、Christmas Island Internet Administrationはオークションを行うことにした。.
2007年4月30日にオークションは行われ、謎の人物によって落札された。しかし、seobidding.comによるとその落札者は偽者だったためやり直しが行われた 。
やり直しのオークションでも偽者によって落札されたため、seobidding.comはウェブサイトを50万ドルで売り、偽者には法的措置をとると発表した。
2007年11月25日、このウェブサイトはseobidding.com上に、“Goatse.cx、最低値：50200ドル”で売られた。ドメインの所有権は、派生的な企業が落札し、1万ユーロでドメインを売ろうとするドメイン・スクアッターに所有権が譲られた。
2007年7月4日、Goatse.cxは再開し、トップページにはビル・オライリーの写真と法的な否認声明書が載せられた。
ファイル名やalt文章は以前のまま残っていた。

## サイト内容
Goatse.cxには、4つのセクションがあり、うち2つはマインドクラッシャー要素を含むコンテンツがある。
- "Receiver" （受け）のページにあるEh"というタイトルの画像は、前述のhello.jpgを表示している。hello.jpgは"stinger"のつくったaltであるとされている。[12]
  - 2000年からはその画像の前に黒い背景で『Goatse.cxの顧問弁護士はわれわれに警句が必要だと申しました。なので、もしあなたが18歳未満だったり、この写真が攻撃的だと思ったらこの写真を見ないでください。ありがとうございました。』という文章があった。[13]
  - このページの古い版はhttp://www.biganal.com/をリンクしているが、新しい版では、http://www.dolphinsex.org/とhttp://www.urinalpoop.org/に差し替えられていた[12]（いずれのサイトも現在はサイバースクワッティングする者が所有している）。
  - hello.jpgの下には、『重要：インターネット上にGoatse.cxに関する商売をしようとするたくらみが多くありますが、本当にやっているものや公式のものは何一つありません。これらの取引に参加しないでください。Goatse.cxのグッズはもうすぐでます!』という文章があり、最初の版には、訪問者を数えるカウンターがあった。[14]
- "Giver"（攻め）のページにある"Woah"というタイトルの画像 (giver.jpg) は、一人の男性がオレンジ色のコンバーチブルのシートにもたれかかっているものである（新しい版では、海か川といった水辺をバックにヨットかスピードボートの上に男性がいるという構図になっている）。
  - この画像の中の男性の陰茎は胸に達するほど大きいが、これは画像を加工したことによるものである。
  - このウェブサイトのレイアウトは体を傾けて肛門を広げている男性が"Receiver"を、巨大な陰茎をした男性が"Giver"を、それぞれ示している。つまりこれは肛門セックスをネタにしたジョークであり、"Giver"が自分の陰茎を入れ易いように"Receiver"が自分の肛門を広げるというものである。
- "Feedback"のセクションにある "Got mail?"には、サイトに送られてきたEメールを見ることができる。
- "Contrib"のセクションでは、訪問者がサイトに投稿した写真などが見られ、その中にはhello.jpgやgiver.jpgの変種なども含まれる。このページのタイトルは "Contributed Work"。
  - bush.jpgは、アメリカ合衆国大統領ジョージ・W・ブッシュが自分の執務室で誰かに電話している画像だが、机の上のノートパソコンにはhello.jpgの写真が飾られている。
  - goatse-wwii.jpgは、 "goatse.cx"と書かれた大きな雪玉がアドルフ・ヒトラーとベニート・ムッソリーニと東条英機を追いかけている場面が描かれた画像である。
  - giver2.jpgは"goatse.cx"の "Giver"が自分の巨大な陰茎を抱えている画像である。
  - magiceye.jpgは、マジック・アイを用いた画像である。一見なんら害を及ぼさないであろうヘリックスのオートステレオグラムだが、16秒ほど見ると、解像度の低い256色のhello.jpgが見えてくる。これは何も知らない訪問者をからかうために作られたもので、サーバーはMIMEタイプでこの画像の拡張子をJPEGにしたが、実際はGIFアニメである。
  - warning.jpgはGoatse.cxに来ないようにと書かれた警告画像である。
  - goatsex.swfは、FLASHムービーで、ハンソンの『MMMBop』（邦題：キラメキ☆MMMBOP）がバックに流れている。この映像はhello.jpgのポーズをとっている男性の肛門に向けて大きなディルドが挿入されていくところを写している。映像の背景はgap.zipのひとつであるgap8.jpg。後ろ向きであるhello.jpgとは別のアングルで撮られている。
  - Goatman.mp3はMP3形式の音楽ファイルで、ファイルサイズは518KB。
  - Foxy_goatse.mp3はMP3形式の音楽ファイルで、ファイルサイズは1061KB。ジミ・ヘンドリックスの『フォクシー・レディー』をフランク・ザッパ風にパロディした内容となっている。
  - goatsecx-winamp.zipは、hello.jpgを使用したWinampスキンを含んだZIP形式のファイル。ファイルサイズは313KB。
  - このほかにも、自分のペニスが自分の肛門へ入っていく内容のloopback.jpgという画像などがウェブサイト上には存在した[15][16]。

## 地理的な位置
Goatse.cxのサイトにはオーストラリア領クリスマス島の国別トップレベルドメイン.cxが使われているが、サーバーはクリスマス島ではなくアメリカ合衆国にあり、コンピュータのプログラミングと bathroom humorを扱うHick.orgが所有していた。
なお、Hick.orgの所有者はカンザス州のオーバーランドに住むマット・ミラーという人物。 
Hick.orgとGoatse.cxのIPアドレスは同一で、サーバーのメトロリージョンはミズーリ州カンザスシティにあった。
Goatse.cxのミラーサイトであったGoat.cxのメトロリージョンはテキサス州ダラスにあったが、現在のミラーサイトであるGoatse.czのメトロリージョンはニュージャージー州クリフトンになっている。

## 流行とパロディ
このサイトへのリンクを、「かわいい猫の写真をどうぞ」などの文言と共にメールで友人に送ったり掲示板に貼ったりし、うっかりリンクを踏んだ人にショックを与えるといういたずらや嫌がらせがネット上に広がったため、インターネット・ミームにまで発展した。多くの人が見てしまったhello.jpg等といったサイトにあった画像がパロディやトリビュートの対象になった。
- アメリカ合衆国でGOATSEというナンバープレートがUberzine.comにあったものとして初めて受理された[18]。
- 2004年8月にハリケーン・チャーリーがアメリカ合衆国を襲った際、ハリケーンの余波が残る中で撮られた写真と銘打って、分厚い雲に丸い隙間ができ光が溢れてくるという画像がEメールを通じて広がり、大きな両手の形に見える雲の影が雲間を左右に広げているように見えることから、まるで災害のさなかに神の手が雲間を押し広げているように見える奇跡的な写真だと話題になった。後にこの写真は、ハリケーン以前から出回っていたGoatse.cxのパロディ写真であり、Adobe Photoshopで雲の写真を加工したものだということがわかった（両手が肛門を広げるかわりに雲間を広げている）[19]。この「神の手雲」の写真は日本国内でも2007年から2008年にかけて「沖縄で撮影した」「七人に送ると幸せになれる」などという文言と共にmixiやチェーンメールで広がった[20][21][22]。

- 2007年5月に行われたThe BioShock Cover Art Contestの3位入賞者の、Bioshock限定版パッケージを含むデザインは、左手の薬指にある指輪などGoatse.cxへのオマージュに満ちたものだった[23]。

- 2007年6月、BBCニュースのウェブサイトが行った2012年に行われるロンドンオリンピックのロゴコンテスト（発表された公式ロゴの評判が悪く、その代案を読者から募集したコンテスト）に "Sean Stayte" がパロディ画像を投稿し、BBCニュース24チャンネルは「視聴者から寄せられた案の中のベスト12」のひとつとして掲載してしまった[24]。このロゴは2012という数字の0の部分を2つの手が左右に広げているもので、BBCロンドンニュースとBBC24ニュースの両方のウェブサイトにある、視聴者からの応募作品のギャラリーに公開されたが、すぐにウェブサイト上から消された。BBCニュースのホームページの編集者は、ブログ上で非を認め、「我々のチームは単にそれを見抜けなかった」と述べた[25]。